# Bulevardul Renașterii Naționale din Chișinău
Bulevardul Renașterii Naționale (simplificat Renașterii; în anii 1950–1959 str. Țentralnâi Luci (ул. Центральный Луч); bd. Tineretului (пр. Молодежи) în anii 1959-1991,  până în 2010 includea bd. Grigore Vieru) se află în sectorul Râșcani. Este o magistrală de importanță urbană cu o lungime de cca 2000 m, începând de la str. Albișoara și sfârșind la rondul de intersecție cu str. Calea Orheiului. Bulevardul a apărut în perioada postbelică, în urma extinderii teritoriale a orașului spre est, fiind necesară includerea zonelor satelor Rîșcani și Visterniceni, aflate dincolo de râul Bîc. A fost trasat prin nucleul istoric al orașului conform planului de sistematizare urbană, elaborat între anii 1945-1947 sub îndrumarea lui Alexei Șciusev și a profesorului V. Baburov, bulevardul devenind una dintre axele compoziționale ale orașului.
Integrarea părților eterogene ale orașului urma să fie realizată prin străbaterea orașului vechi prin trei raze convergente cu Centrul în zona str. Columna, în axa Catedralei „Nașterea Domnului”, orientate spre podurile de peste râul Bîc, razele laterale devenind străzile Petru Rareș și Fantalului. La această idee s-a renunțat în procesul realizării proiectului, păstrându-se doar zona centrală, astăzi bd. Grigore Vieru, ceea ce explică prima sa denumire (Țentralnâi Luci - Razei Centrale). În urma reconstrucției s-a schimbat radical structura eliditară a spațiilor aferente: a dispărut Piața Veche, Piața și Biserica „Sf. Ilie”, Catedrala „Sf. Arhangheni Mihail și Gavriil”, prima reședință a mitropolutului Gavriil Bănulescu-Bodoni, care a fost și sediul primului muzeu din Chișinău, ș.a. Au rămas câteva edificii istorice: casa cu ateliere și prăvălii (nr. 3), o sinagogă (nr. 5), Biserica Apostolică Armenească „Sf. Maica Domnului” (nr. 8, str. Piața Veche).

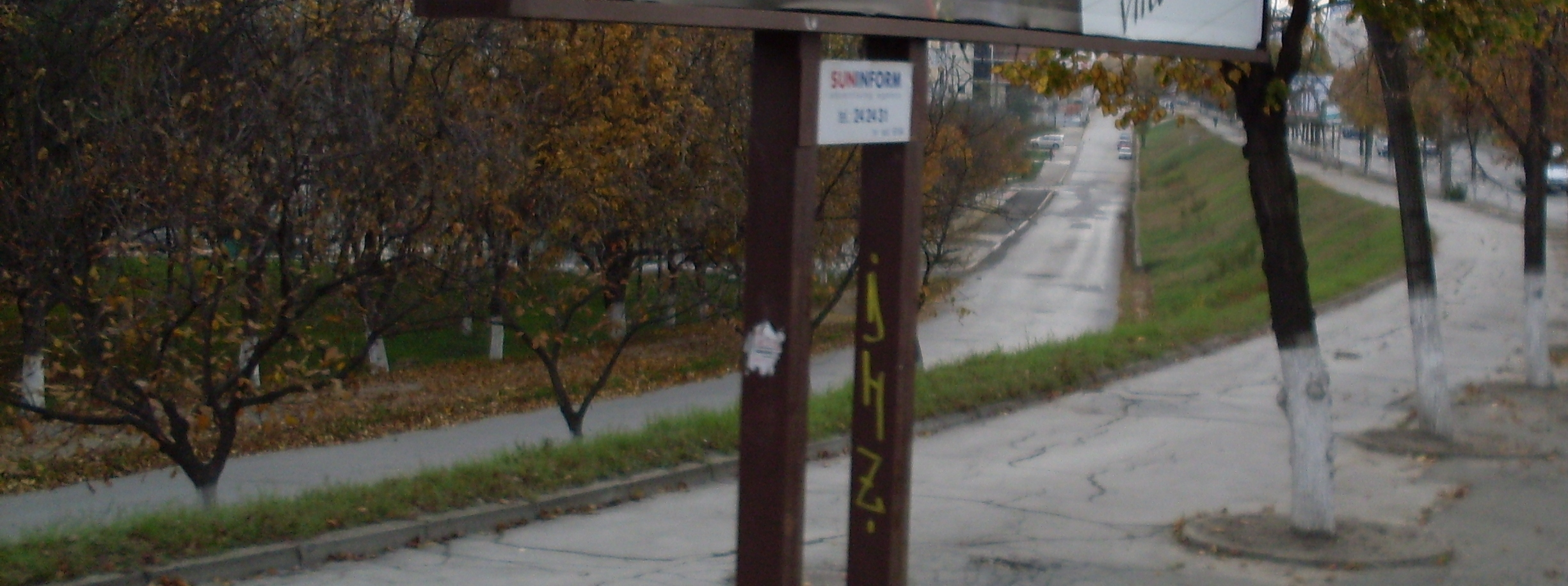
Această stradelă este paralelă cu bulevardul de la podul peste Calea Moşilor până la intersecția cu str. Tudor Vladimirescu.

Bulevardul era divizat în două fragmente de râul Bîc, diferite ca aspect urban, dar întregite prin podul din beton construit peste râu și liniile de cale ferată. De la str. Cosmonauților și până la splaiul Bîcului în axa lui compozițională a fost introdusă o zonă verde, plantată în anii 1950 cu arbori decorativi. Acest fragment a fost redenumit în 2010 în memoria lui Grigore Vieru.
Aspectul magistralei este determinat de vegetația rămasă de la fostul sat Rîșcani, din care s-au păstrat câteva case de locuit și Biserica „Sf. Împărați Constantin și Elena” (1777). În apropierea ei este construit Circul (1982, arh. S. Șoihet), iar în partea opusă se construiesc blocuri de locuit după standardele europene (cu pereți subțiri și mansarde) .